# Supermarine Southampton
Supermarine Southampton là một loại tàu bay của Anh trong thập niên 1920.

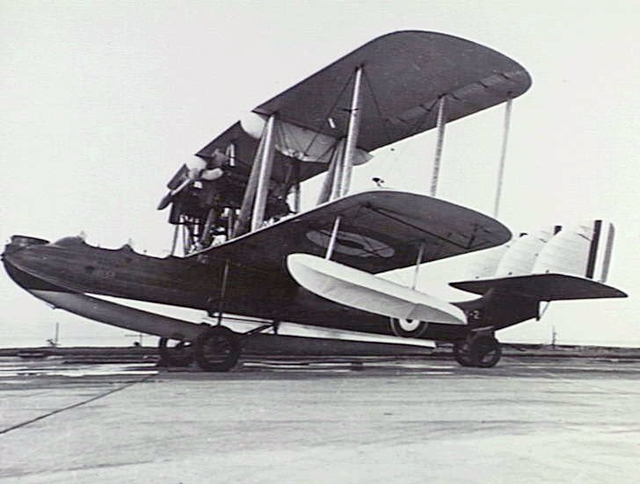
RAAF Supermarine Southampton

## Biến thể
- Mk I
- Mk II
- Argentina

Lorraine-Dietrich 12E
- Thổ Nhĩ Kỳ

Hispano-Suiza
- Bristol Jupiter IX và Rolls-Royce Kestrel

## Quốc gia sử dụng

### Quân sự
Argentina
- Hải quân Argentina (8)

 Úc -
- Không quân Hoàng gia Australia

 Đan Mạch
 Nhật Bản
 Thổ Nhĩ Kỳ
- Không quân Thổ Nhĩ Kỳ

 Anh Quốc
- Không quân Hoàng gia [1]

### Dân sự
Nhật Bản
- Japan Air Transport
- Nippon Kokuyuso Kenkyujo

 Anh Quốc
- Imperial Airways

## Tính năng kỹ chiến thuật (Southampton II)

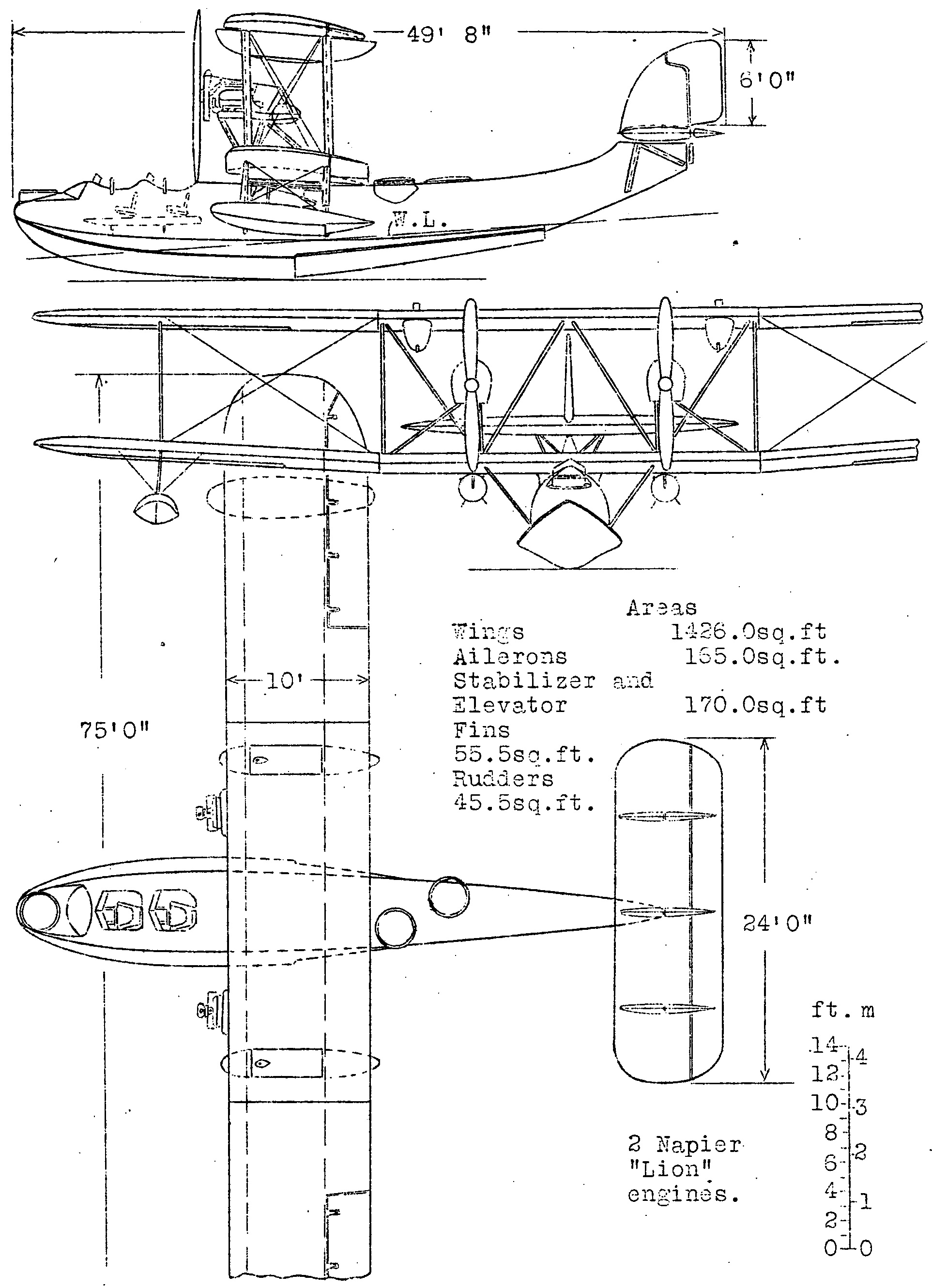
Supermarine Southampton

Dữ liệu lấy từ Supermarine Aircraft since 1914
Đặc điểm tổng quát
- Kíp lái: 5
- Chiều dài: 49 ft 8½ in (15,15 m)
- Sải cánh: 75 ft (22,86 m)
- Chiều cao: 20 ft 5 in (6,2 m)
- Diện tích cánh: 1.448 ft² (134,5 m²)
- Trọng lượng rỗng: 9.697 lb (4.398 kg)
- Trọng lượng có tải: 15.200 lb (6.895 kg)
- Động cơ: 2 × Napier Lion VA, 500 hp (373 kW)  mỗi chiếc

 Hiệu suất bay 
- Vận tốc cực đại: 83 kn (95 mph, 153 km/h) trên mực nước biển
- Tầm bay: 473 nmi (544 mi, 876 km) ở vận tốc 86 mph (139 km/h) và độ cao 2.000 ft (610 m)
- Thời gian bay: 6,3 giờ
- Trần bay: 5.950 ft (1.814 m)
- Vận tốc lên cao: 368 ft/phút (1,87 m/s)
- Tải trên cánh: 10,50 lb/ft² (51,26 kg/m²)
- Công suất/trọng lượng: 0,066 hp/lb (0,11 kW/kg)
- Leo lên độ cao 6.000 ft (1.829 m) 29 phút 42 giây

Trang bị vũ khí

- Súng: 3 × Súng máy Lewiss.303 in (7,7 mm)
- Bom: 1.100 lb bom